# 安扎克村 (新墨西哥州)
安扎克村（英語：Anzac Village）是位於美國新墨西哥州錫沃拉縣的普查規定居民點。

## 人口
根據2020年美國人口普查的數據，安扎克村的面積為2.53平方千米，皆為陸地。當地共有人口67人，而人口密度為每平方千米26.48人。